# Colonial Cup
Colonial Cup byla hokejová trofej v United Hockey League, kterou obdržil vítězný tým v playoff UHL. Trofej byla předavána v letech 1992–2007. 24. září 2007 byla již liga přejmenována na International Hockey League a rozhodnutí ligy se obnovila trofej Turner Cup, která byla již v minulosti předavána vítěznému týmu playoff IHL v letech 1945–2001.

## Držitelé
| Sezóna    | Tým                       |
| --------- | ------------------------- |
| 2006/2007 | Rockford Ice Hogs         |
| 2005/2006 | Kalamazoo Wings           |
| 2004/2005 | Muskegon Fury             |
| 2003/2004 | Muskegon Fury             |
| 2002/2003 | Fort Wayne Komets         |
| 2001/2002 | Muskegon Fury             |
| 2000/2001 | Quad City Mallards        |
| 1999/2000 | Flint Generals            |
| 1998/1999 | Muskegon Fury             |
| 1997/1998 | Quad City Mallards        |
| 1996/1997 | Quad City Mallards        |
| 1995/1996 | Flint Generals            |
| 1994/1995 | Thunder Bay Senators      |
| 1993/1994 | Thunder Bay Senators      |
| 1992/1993 | Brantford Smoke           |
| 1991/1992 | Thunder Bay Thunder Hawks |